# Xã Tanberg, Quận Wilkin, Minnesota
Xã Tanberg (tiếng Anh: Tanberg Township) là một xã thuộc quận Wilkin, tiểu bang Minnesota, Hoa Kỳ. Năm 2010, dân số của xã này là 69 người.